# Madame Sin
Madame Sin (bra: A Satânica Madame Sin) é um filme britânico de 1972, dos gêneros suspense e espionagem, dirigido por David Greene, e estrelado por Bette Davis e Robert Wagner.

## Sinopse
Madame Sin (Bette Davis) é uma mulher perversa que comanda uma fábrica nas Terras Altas da Escócia. Com a intenção de dominar o mundo, ela sequestra Anthony Lawrence (Robert Wagner), um ex-agente da CIA, e o força a ajudá-la a roubar uma arma nuclear secreta: o submarino Polaris.

## Elenco
- Bette Davis como Madame Sin
- Robert Wagner como Anthony Lawrence
- Denholm Elliott como Malcolm De Vere
- Gordon Jackson como Comandante Cavendish
- Dudley Sutton como Monk
- Catherine Schell como Barbara
- Pik-Sen Lim como Nikko
- Paul Maxwell como Connors
- David Healy como Braden
- Alan Dobie como White

## Produção
O filme era originalmente um piloto de uma série de televisão semanal que não conseguiu adentrar a programação de algum canal. Nos Estados Unidos, a produção foi transmitida em 15 de janeiro de 1972, na série de televisão antológica "ABC Movie of the Week", que apresentava diversos telefilmes; e depois lançada em outros mercados como um longa-metragem.

### Filmagens
As cenas externas foram filmadas em Ascot, Berkshire; na Ilha de Mull; em Argyll, Escócia; e em Piccadilly, Londres. As cenas internas foram filmadas no Pinewood Studios, em Buckinghamshire.

## Recepção
A revista Time Out London escreveu que o filme possui "muitos conjuntos exóticos e armas secretas bizarras, só é uma pena que seja tudo coisa antiga de Bond. Ainda assim, com Denholm Elliott dando um excelente apoio como seu ajudante bajulador, Davis se diverte com algumas falas genuinamente monstruosas".